# Hans Grimm (écrivain)
 (novembre 2010).
Si vous disposez d'ouvrages ou d'articles de référence ou si vous connaissez des sites web de qualité traitant du thème abordé ici, merci de compléter l'article en donnant les références utiles à sa vérifiabilité et en les liant à la section « Notes et références ».
Pour les articles homonymes, voir Hans Grimm et Grimm.
Hans Emil Wilhelm Grimm (né le 22 mars 1875 à Wiesbaden, décédé le 27 septembre 1959 à Lippoldsberg), est un écrivain allemand travaillant avec des expressions populaires de pangermanisme, qui favorisèrent le nationalisme et la politique d'Adolf Hitler.
Son roman paru en 1926, Volk ohne Raum (Un peuple sans espace), a un retentissement important auprès du public allemand et des élites politiques pendant les années 1930 : fin de la république de Weimar et montée du nazisme. Il met l'accent sur le manque d'espace de l'Allemagne qui limite son développement et se fait le promoteur de la nécessité d'un espace vital (Lebensraum) plus important pour les allemands. En 1943, 500 000 exemplaires de la première édition du livre avaient été vendus.
Hans Grimm soutient les nazis el pensait qu'eux seuls pourraient restaurer la dignité allemande, ainsi que la stabilité politique et économique. Cependant, ses relations avec le parti nazi, dont il n'est jamais devenu membre, deviennent de plus en plus tendues.